# 兒童及少年性剝削防制條例
《兒童及少年性剝削防制條例》（原名《兒童及少年性交易防制條例》）為中華民國（臺灣）防制未成年賣淫與未成年色情的法律。
中華民國並非聯合國承認的《兒童權利公約》（CRC）締約國，但立法院已於2014年制定《兒童權利公約施行法》使得公約國內法化，總統也在2017年公布《兒童權利公約》。中華民國尚未加入《關於買賣兒童、兒童賣淫和兒童色情問題之兒童權利公約任擇議定書》（OPSC），但《兒童及少年性剝削防制條例》對於性剝削的定義已採用公約與議定書的定義。

## 沿革
1980年代台灣的雛妓問題引起社會關注，台灣基督長老教會彩虹婦女事工中心、台灣婦女救援協會、勵馨基金會等民間團體展開救援雛妓行動，並發起華西街大遊行要求政府重視雛妓問題，於是警政署成立「正風專案」以《少年事件處理法》對應人口販賣與雛妓問題。1990年代《少年福利法》、《兒童福利法》修法增加對雛妓的安置與輔導措施。1994年終止童妓協會正式成立，勵馨基金會起草《雛妓防治法》，1995年《雛妓防治法》最終以《兒童及少年性交易防制條例》名稱於立法院通過。
2023年黃子佼性騷擾醜聞促使立法院社會福利及衛生環境委員會加速《兒童及少年性剝削防制條例》修法，2024年4月29日及5月1日審查該條例部分條文修正草案。立法院於同年6月5日及6月19日進行朝野黨團協商，最終於7月12日三讀條文。

## 虛擬兒少色情
《兒童及少年性剝削防制條例》的法條並未指明虛擬兒少色情是否在管制範圍內，因此在法院實務上不同法官對於法條的解讀有所差異，法學界亦對此有所探討。
2024年8月7日修正公布的《兒童及少年性剝削防制條例》，第2條的立法理由將管制範圍限縮在「以生成式人工智慧製造、擬真繪製或以真實存在之兒童或少年為創作背景之色情圖畫」。

## 註解
1. ↑  《兒童及少年性剝削防制條例》第1條立法理由一：保護兒童及少年免於遭致性剝削，乃普世價值。依據聯合國《兒童權利公約》第三十四條及《兒童權利公約關於買賣兒童、兒童賣淫和兒童色情製品問題的任擇議定書》，透過利益（如現金、物品或勞務）交換而侵犯兒童少年與其權利，即是對兒童少年之「性剝削」。